# Neocynorta varicellosa
Neocynorta varicellosa is een hooiwagen uit de familie Cosmetidae.